# Charles de Lorraine (1684-1751)
Charles de Lorraine comte d'Armagnac, né le 22 février 1684 et décédé à Paris le 29 décembre 1751 était un membre de la Maison de Guise, branche cadette de la Maison de Lorraine. Il est Grand écuyer de France.

## Biographie
Il est le fils de Louis de Lorraine (1641-1718), et de Catherine de Neufville, fille de Nicolas de Neufville, Maréchal de Villeroy, gouverneur du jeune Louis XIV.
Son père est Grand écuyer de France, un Grand office de la couronne de France. Il succède à son frère Henri de Lorraine, comte de Brionne en 1713, et son petit-neveu, Louis-Charles de Lorraine, lui succède en 1752.
Il sert comme officier dans les armées du  Roi Louis XIV, puis Louis XV.
Il participe à plusieurs campagnes de la guerre de Flandres. En 1702, il devient mestre de camp d'un régiment de cavalerie, en 1704 brigadier des armées du Roi, en 1708 maréchal de camp et en 1712 lieutenant-général. En 1715,  il est nommé gouverneur de Picardie, en survivance.
A son décès, il est inhumé dans l'église des Capucines de la place Vendôme.

### Distinctions
- Chevalier de l'ordre de Saint Michel
- Chevalier de l'ordre du Saint Esprit

### Mariage
Le 22 mai 1717 il épouse Françoise Adélaïde de Noailles, fille d'Adrien Maurice de Noailles, duc de Noailles et de Françoise Charlotte d'Aubigné, nièce de Madame de Maintenon. Le couple est séparé de corps et de biens en 1721, il n'a pas d'enfant. Mme d'Armagnac meurt en 1776.

### Hôtel de Brionne
En 1734, il fait reconstruire à Paris, l'hôtel de Brionne, ancienne demeure de son père, sur un terrain en limite des Tuileries, suivant les plans de Robert de Cotte, architecte.

Hôtel de Brionne, élévations et coupes (1734)
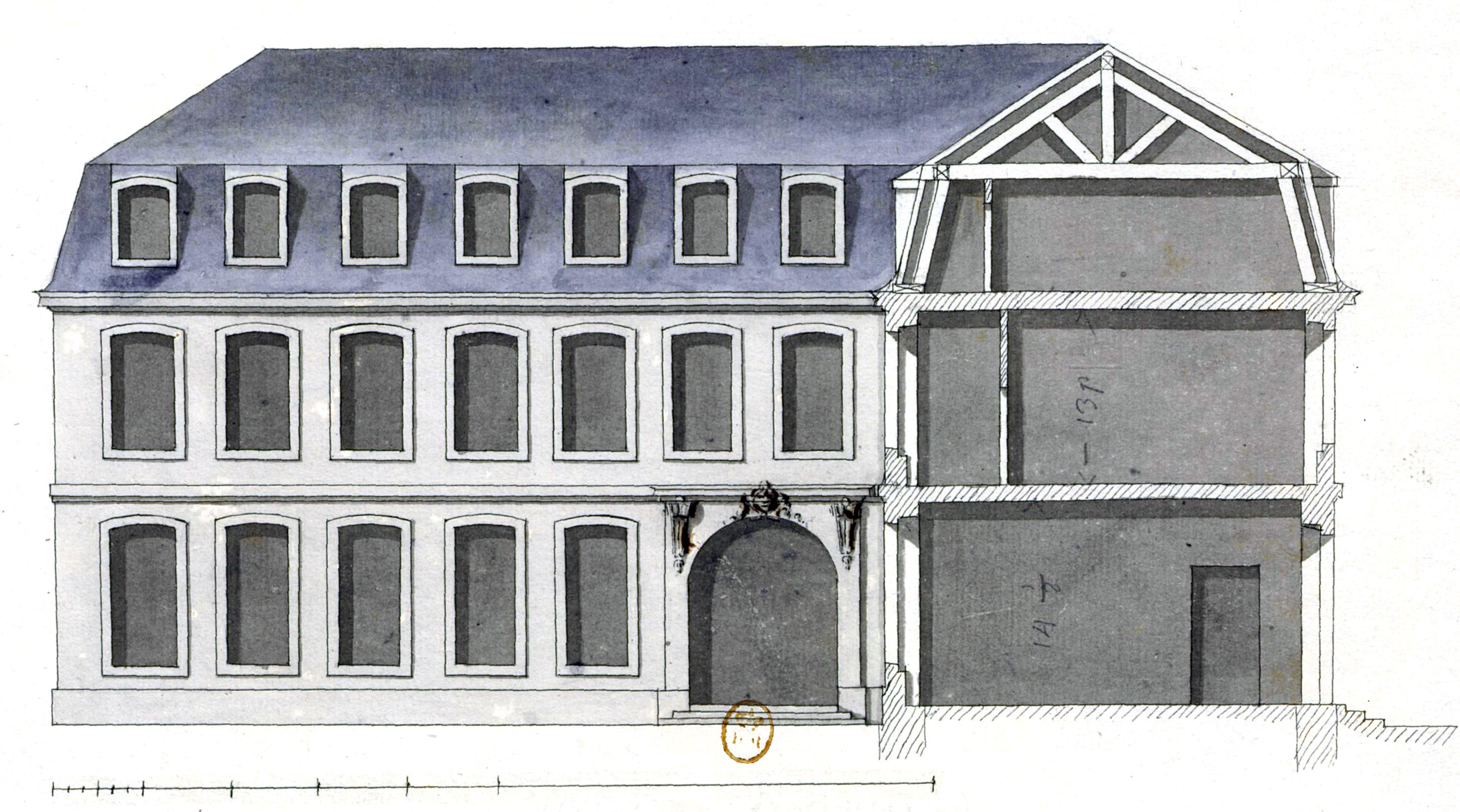
Aile gauche.
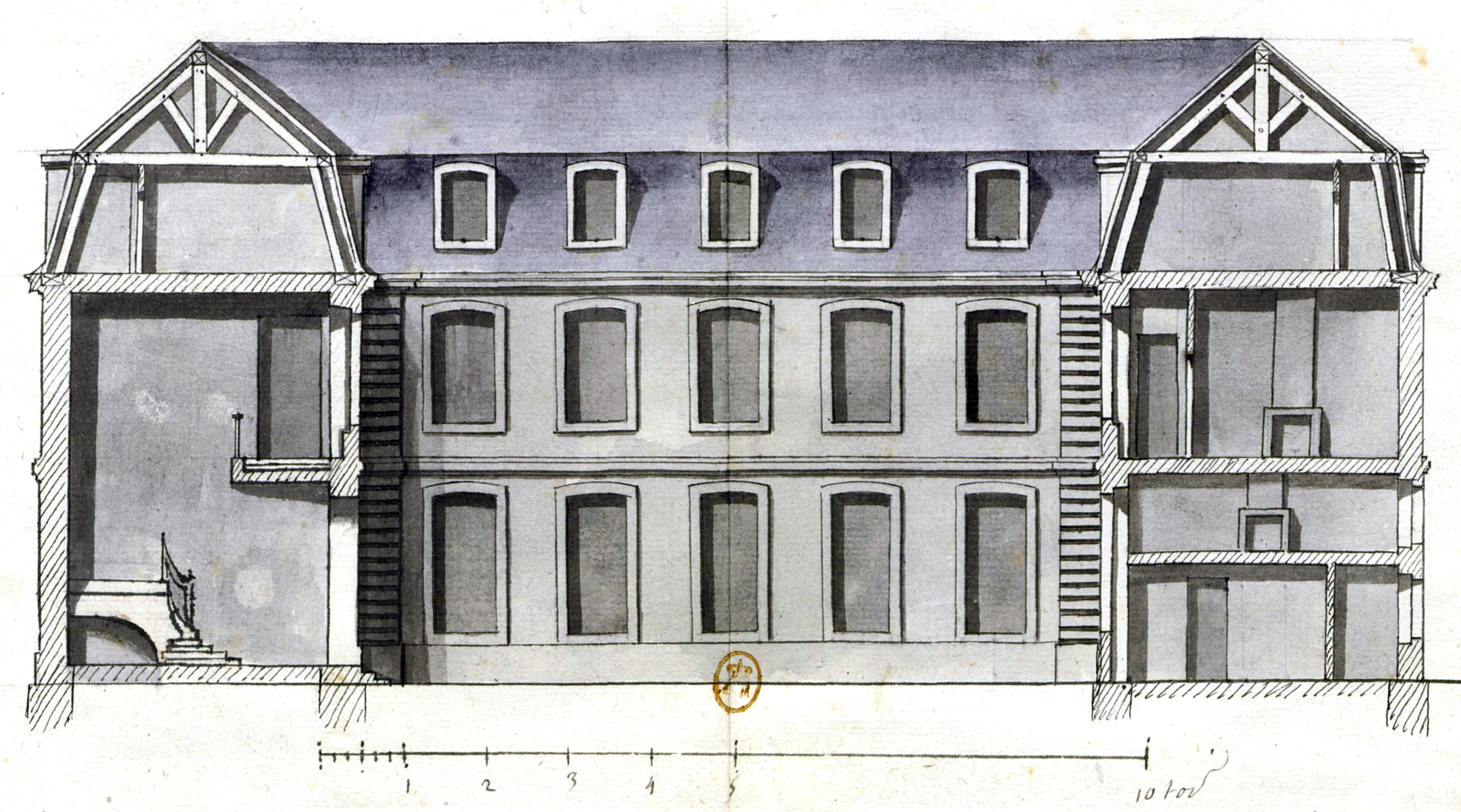
Façade côté cour.
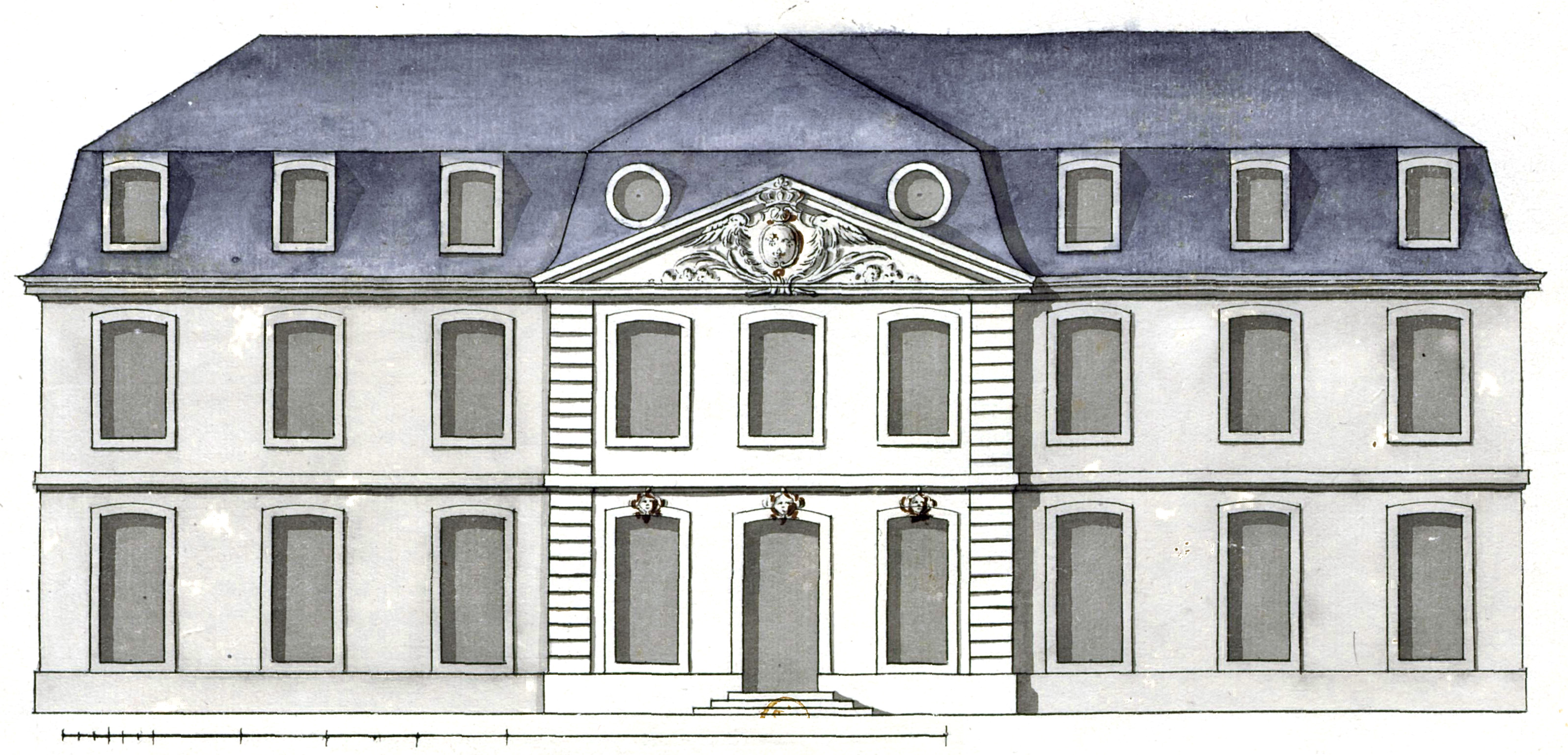
Façade côté jardin.